# 122
122（百二十二、ひゃくにじゅうに）は自然数、また整数において、121の次で123の前の数である。

## 性質
- 122 は合成数であり、約数は 1, 2, 61 と 122 である。
  - 約数の和は186。
  - 素数を除いて σ(n) − n が平方数になる13番目の数である。1つ前は119、次は124。ただしσは約数関数。(オンライン整数列大辞典の数列 A048699)
- 41番目の半素数である。1つ前は121、次は123。
  - 121, 122, 123と半素数が3連続する3番目の組合わせである。1つ前は93、次は141。
- 偶数では16番目のノントーティエント数である。1つ前は118、次は124。
- 各位の和が5になる9番目の数である。1つ前は113、次は131。
- 各位の平方和が平方数になる24番目の数である。1つ前は100、次は148。(オンライン整数列大辞典の数列 A175396)
12 + 22 + 22 = 9 = 32
- 各位の立方和が17になる最小の数である。次は212。(オンライン整数列大辞典の数列 A055012)
  - 各位の立方和が n になる最小の数である。1つ前の16は22、次の18は1122。(オンライン整数列大辞典の数列 A165370)
- 各位の積が4になる6番目の数である。1つ前は114、次は141。(オンライン整数列大辞典の数列 A199987)
- 122 = 112 + 1
  - 122 = 12 + 112
    - 異なる2つの平方数の和で表せる37番目の数である。1つ前は117、次は125。(オンライン整数列大辞典の数列 A004431)

  - n = 2 のときの 11n + 1 の値とみたとき1つ前は11、次は1332。(オンライン整数列大辞典の数列 A034524)
  - n = 11 のときの n2 + 1 の値とみたとき1つ前は101、次は145。(オンライン整数列大辞典の数列 A002522)
- 122 = 32 + 72 + 82 = 42 + 52 + 92
  - 3つの平方数の和2通りで表せる25番目の数である。1つ前は121、次は123。(オンライン整数列大辞典の数列 A025322)
  - 異なる3つの平方数の和2通りで表せる12番目の数である。1つ前は117、次は125。(オンライン整数列大辞典の数列 A025340)
  - 122 = 32 + 72 + 82
    - n = 2 のときの 3n + 7n + 8n の値とみたとき1つ前は18、次は882。(オンライン整数列大辞典の数列 A074558)

  - 122 = 42 + 52 + 92
    - n = 2 のときの 4n + 5n + 9n の値とみたとき1つ前は18、次は918。(オンライン整数列大辞典の数列 A074564)
- 122 = 53 − 3
  - n = 3 のときの 5n − n の値とみたとき1つ前は23、次は621。(オンライン整数列大辞典の数列 A024050)

## その他 122 に関連すること
- 西暦122年
- 5月2日は、平年の場合年始から数えて122日目である。
- 第122代天皇は明治天皇である。
- 第122代ローマ教皇はヨハネス10世（在位：914年3月～928年5月）である。
- 史上最も長生きした人物は、ジャンヌ・カルマンで122歳で亡くなった。
- 中華人民共和国の交通事故警報電話